# Igor Ruzhnikov
Ígor Ivánovich Rúzhnikov –en ruso, Игорь Иванович Ружников– (Verjniaya Pesha, URSS, 19 de enero de 1965) es un deportista soviético que compitió en boxeo.
Ganó una medalla de oro en el Campeonato Mundial de Boxeo Aficionado de 1989 y una medalla de oro en el Campeonato Europeo de Boxeo Aficionado de 1989, ambas en el peso superligero.
En marzo de 1990 disputó su primera pelea como profesional. En su carrera profesional tuvo en total 5 combates, con un registro de 4 victorias y una derrota.

## Palmarés internacional
| Campeonato Mundial | Campeonato Mundial | Campeonato Mundial | Campeonato Mundial |
| Año                | Lugar              | Medalla            | Categoría          |
| ------------------ | ------------------ | ------------------ | ------------------ |
| 1989               | Moscú (URSS)       | Medalla de oro     | 63,5 kg            |
| Campeonato Europeo |                    |                    |                    |
| Año                | Lugar              | Medalla            | Categoría          |
| 1989               | El Pireo (Grecia)  | Medalla de oro     | 63,5 kg            |